# Bandfalldämpfer

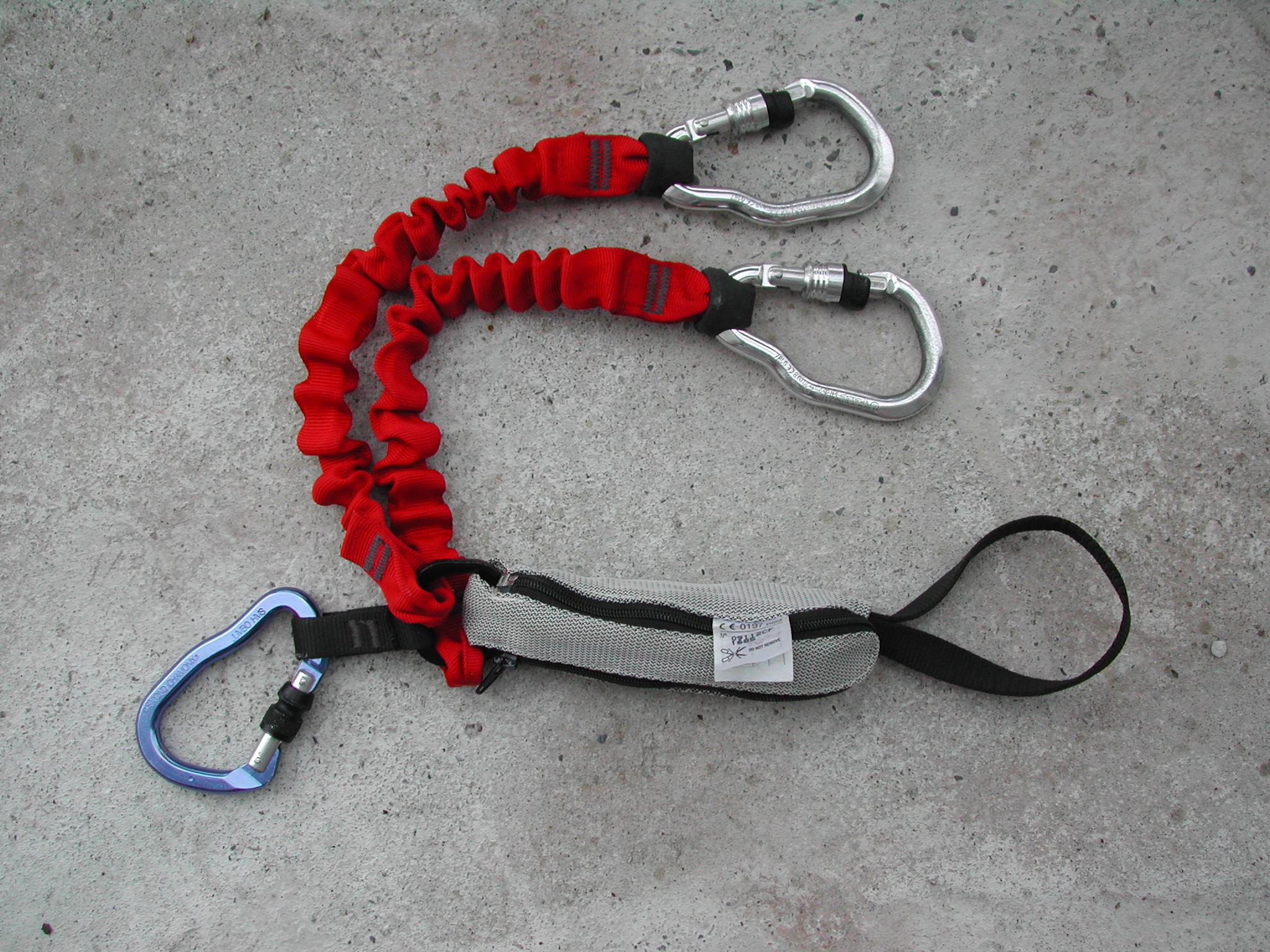
Klettersteigset mit Bandfalldämpfer

Ein Bandfalldämpfer ist eine Vorrichtung aus hochfestem Bandmaterial zur Verringerung des Fangstoßes bei einem Sturz. Er ist meist Teil einer Absturzsicherung, die auch Teil einer persönlichen Schutzausrüstung sein kann, und dient dem Schutz von Menschen bei Tätigkeiten mit Absturzgefahr.
Unterschieden werden muss zwischen gewerblicher Nutzung im Bereich Seilzugangstechnik und PSAgA sowie der bergsportlichen Nutzung, hauptsächlich in den Bereichen Klettersteig sowie Hochseilgarten.

## Aufbau

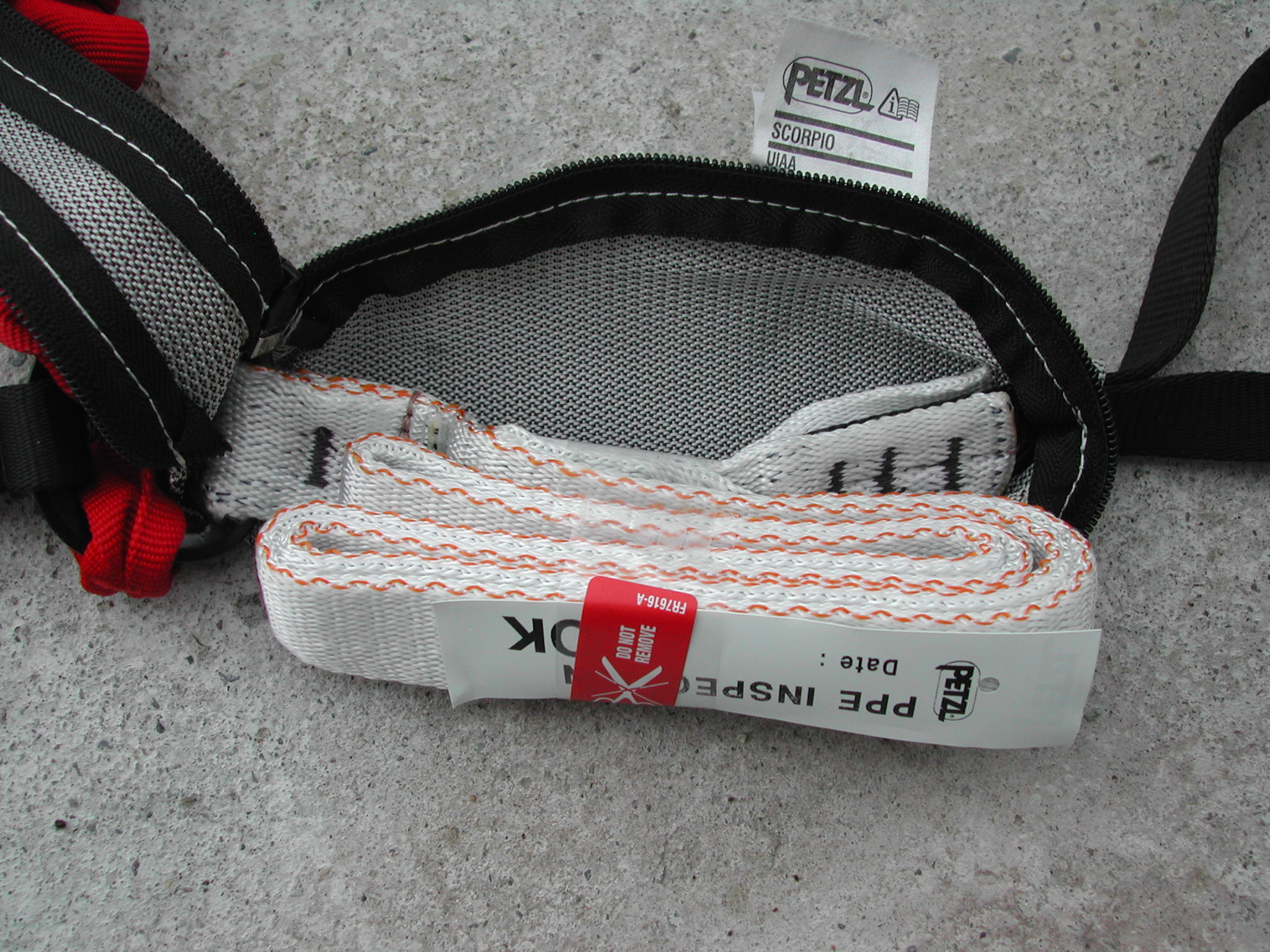
Innenansicht des Bandfalldämpfers eines Klettersteigsets

Der Bandfalldämpfer besteht aus hochfestem Gewebeband, das in mehreren Schlaufen zusammengelegt ist. Diese sind miteinander vernäht und in einem wasserabweisenden Textilbeutel verpackt. Die Enden des Bandes sind meist gespleißt. Der Bandfalldämpfer sitzt zwischen Personensicherungsgurt und dem Verbindungsmittel, häufig ein Band mit Karabiner, der am Fixpunkt angebracht wird.
Die Norm DIN EN 355 Persönliche Schutzausrüstung gegen Absturz – Falldämpfer legt fest, wie Bandfalldämpfer aufgebaut sind und welchen Belastungen sie standhalten müssen.

## Funktion

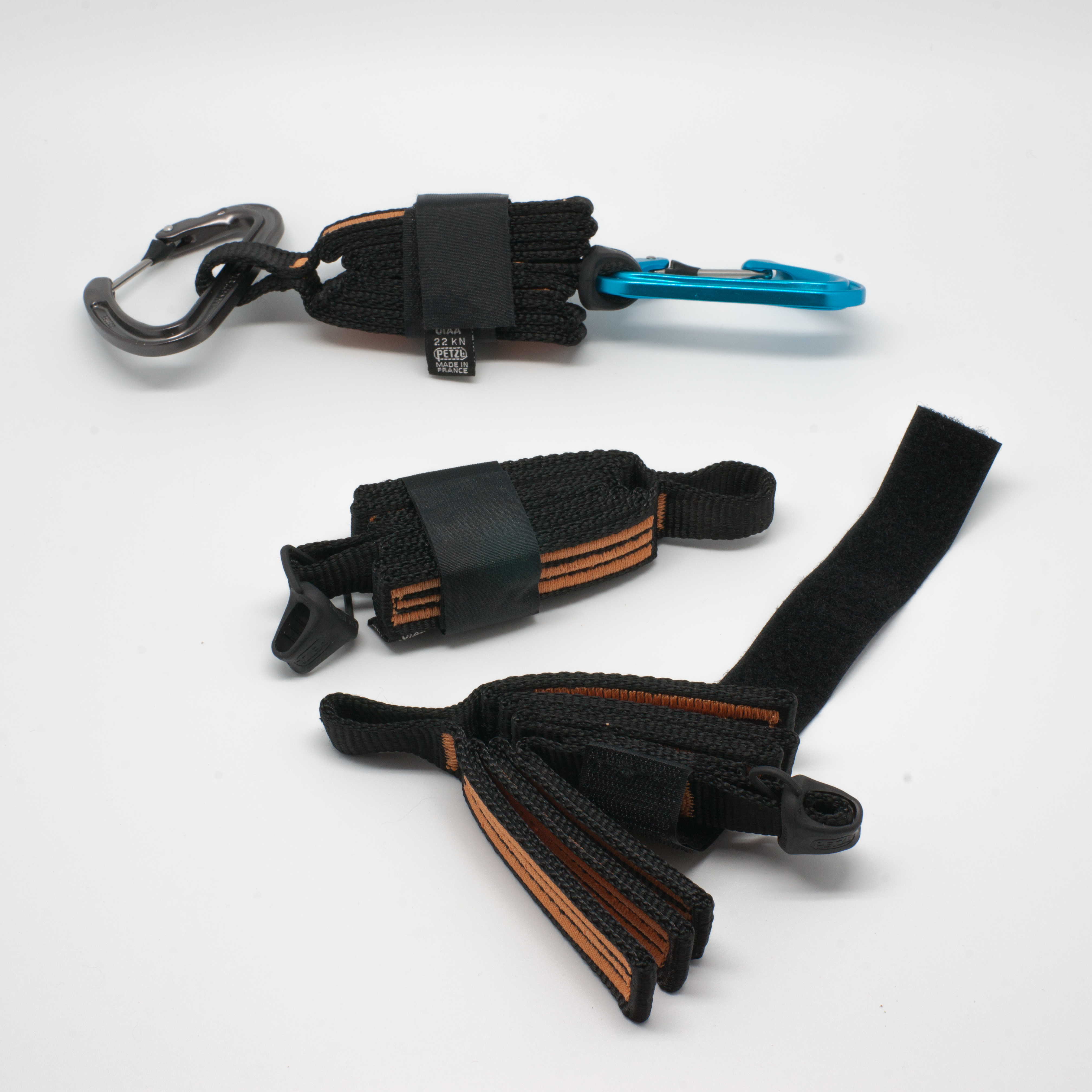
Bandfalldämpfer als Teil eines Expresssets

Die Festigkeit des Nähgarns und die Nähtechnik sind so gewählt, dass ab einer gewissen Zugkraft die Vernähung kontinuierlich aufreißt. Bei einem Sturz der gesicherten Person wirkt nach einer kurzen Strecke freien Falles die kinetische Energie auf den Dämpfer, der diese durch das Aufreißen der Vernähung zum Teil verbraucht. Ist der Dämpfer voll entfaltet, wird die restliche Fallenergie durch das Band selbst und den Körper der gestürzten Person absorbiert. Der Dämpfer reduziert somit die Verletzungsgefahr, indem der Aufprall gedämpft wird. Ein einmal belasteter Bandfalldämpfer kann nicht wiederverwendet werden.

## Anforderungen
An Falldämpfer werden hohe Anforderungen gestellt. Bei Prüfung (einem Sturz) mit einer starren Stahlmasse von 100 kg oder einem Prüftorso mit 100 kg, darf die Bremskraft, also die Kraft die auf den Körper noch einwirkt, 6 kN nicht überschreiten.
Bei komplettem Aufreißen des Falldämpfers muss das System einer statischen Belastung von 15 kN standhalten ohne zu reißen oder zu brechen.

## Wartung und Prüfung
Im gewerblichen Bereich müssen Bandfalldämpfer mindestens alle zwölf Monate von Sachkundigen auf Schäden und Abnutzung untersucht werden. Ist die maximal zulässige Nutzungsdauer (Herstellerangabe) erreicht, sind die Falldämpfer spätestens auszusondern.